# Xysticus tikaderi
Xysticus tikaderi är en spindelart som beskrevs av Madan Mal Bhandari och Gajbe 200. Xysticus tikaderi ingår i släktet Xysticus och familjen krabbspindlar. Inga underarter finns listade i Catalogue of Life.